# Agnes Zimmermann
Agnes Marie Jacobina Zimmermann (ur. 5 lipca 1847 w Kolonii, zm. 14 listopada 1925 w Londynie) – angielska pianistka i kompozytor niemieckiego pochodzenia.

## Życiorys
Urodziła się w Królestwie Prus, ale jej rodzina przeniosła się do Anglii, gdy była jeszcze dzieckiem. Uczyła się w Królewskiej Akademii Muzycznej w latach 1857–1864, przystępując do nauki fortepianu (pod opieką Ciprianiego Pottera oraz Ernsta Pauera) oraz kompozycji (u Charlesa Steggalla i George’a Macfarrena). Dwukrotnie (w 1860 i 1862) zdobyła królewskie stypendium artystyczne.
Zadebiutowała w 1863 przed publicznością zgromadzoną w Crystal Palace, gdzie wykonała dwie części V Koncertu fortepianowego Beethovena, a w 1865 rozpoczęła długą serię recitali i koncertów kameralnych w Hanover Square Rooms, a następnie (od 1875) w St James’s Hall. Akompaniowała Josephowi Joachimowi (któremu zadedykowała swoją I Sonatę skrzypcową), Franzowi Nerudzie i Alfredowi Piattiemu. Koncertowała również w Niemczech.
Agnes Zimmermann ceniona była za czytelność i kontrolę gry, uznawano ją za jedną z najlepszych pianistów w kraju. Jako kompozytorka pisała utwory poddane formom klasycznym. Jej utwory fortepianowe i kameralne zyskały sporą popularność za jej życia, czego nie można powiedzieć o pieśniach. Redagowała wydania sonat Mozarta i Beethovena oraz utworów fortepianowych Schumanna.

## Wybór twórczości[1]
Utwory kameralne:
- I Sonata na skrzypce i fortepian d-moll, op. 16 (1868)
- Sonata na wiolonczelę i fortepian g-moll, op. 17 (1872)
- Suita na skrzypce, wiolonczelę i fortepian d-moll, op. 19 (1873)
- II Sonata na skrzypce i fortepian a-moll, op. 21 (1876)
- III Sonata na skrzypce i fortepian g-moll, op. 23 (1897)
- Kwartet smyczkowy Es-dur
- Kwintet na flet, obój, klarnet, fagot i fortepian Es-dur
- Trio fortepianowe A-dur
- Kwartet fortepianowy c-moll

Utwory na fortepian solo:
- Bolero, op. 2
- Barkarola, op. 8
- Mazurek, op. 11 (1869)
- Marsz, op. 13 (1869)
- Gawot, op. 14 (ok. 1870)
- Presto alla tarantella, op. 15 (ok. 1869)
- Gawot, op. 20 (ok. 1873)
- Suita, op. 22 (1878)
- Bourée, op. 24 (1883)
- Sonata fortepianowa g-moll

Pisała także pieśni solowe, duety, utwory na chór 4-gł. Jest autorką Benediction Service (1901)